# Йохан Форкел
Йохан Николаус Форкел (на немски: Johann Nikolaus Forkel; 22 февруари 1749 г., Медер — 20 март 1818 г., Гьотинген) е немски композитор и музиковед.
Син е на обущар. Учи музика първоначално при местния кантор, но като цяло остава самоук. Като малък е хорист в Люнебург, след това за известно време учи право в Гьотингенския университет и след това през целия си живот остава свързан с него, изпълнявайки задълженията на органист, преподавател по форте пиано и теория на музиката. Достига до длъжността музикален директор, а през 1787 г. Университетът му присвоява докторска степен honoris causa. Основополагащи за научната история на музиката са трудовете на Форкел „За теорията на музиката“ (на немски: Über die Theorie der Musik 1777 г.) и „Всеобща история на музиката“ (на немски: Allgemeine Geschichte der Musik 1788 г.). Форкел е написал също така първата биография на Йохан Себастиан Бах (1802 г.), която е още по-ценна, защото докато работи по нея, той води преписка със синовете на Бах Вилхелм Фридеман Бах и Карл Филип Емануел Бах.